# Акрам Юлдашев
Акрам Юлдашев (узб. Akrom Yo'ldoshev, Акром Йўлдошев; 1963 Андижан — 2011 року (?)) — організатор і головний ідеолог руху акрамітів, який став відомим після повстання в узбекистанському місті Андижан у травні 2005 року. З 1999 року перебував під вартою за звинуваченням в екстремізмі, створенні підпільної релігійної організації, а також у спробі повалення влади. Довгий час про нього не було ніяких звісток, за деякими даними помер у в'язниці від туберкульозу.

## Біографія
Акрам Юлдашев народився в 1963 році в Андижані. Після армії працював на текстильному комбінаті, став кандидатом в члени КПРС. У 1985—1990 роках навчався в інституті бавовництва в Андижані, де цікавився суспільствознавством, історією і літературою. Після інституту викладав в школі фізику і математику, давав уроки з суспільствознавства .
У 1992 році Акрам Юлдашев, що був членом підпільної організації «Хізб ут-Тахрір» вийшов з цієї організації і написав трактат філософського характеру «Шлях до віри» (узб. Imonga yo'l). У своєму творі він в основному міркував про моральне вдосконалення мусульманина. Коло однодумців, що сформувався навколо Акрама Юлдашева, згодом стали називати акрамітами.
У своїх проповідях Юлдашев спробував довести, що іслам може гарантувати гідні умови життя для всіх мусульман. Підприємці, які стали послідовниками Акрама Юлдашева стали створювати на своїх підприємствах широку мережу соціальних гарантій для робітників — оплачувати лікування в разі захворювання працівника, встановили зарплату не нижче прожиткового мінімуму і под. Популярність серед населення ідей акрамітів викликали у влади занепокоєння.
Акрам Юлдашев був спочатку заарештований в 1998 році, але 6 січня 1999 року він був амністований і звільнений. Після подій 16 лютого 1999 року в Ташкенті , 17 лютого 1999 року Акрам Юлдашев був знову затриманий і позбавлений волі строком на 17 років за звинуваченням в участі в терактах.
Спочатку прихильники арештованих акрамітів організовували мирні демонстрації, з вимогою відпустити затриманих, але згодом, зрозумівши безперспективність таких дій, стали готувати збройне повстання. Початкові мирні мітинги швидко переросли в організовані озброєні виступи. Повсталі розгромили військову частину, захопивши там зброю, а потім взяли штурмом міську в'язницю Андижана, убивши охоронців, і звільнили своїх прихильників. Центральна влада Узбекистану жорстоко придушила повстання.
У 2006 році стало відомо про нібито написаний Юлдашевим лист, в якому він закликав своїх послідовників, які втекли до сусідніх країн, повернутись в Узбекистан. Довгий час нічого не було відомо ні про місце ув'язнення Акрама Юлдашева, ні про стан його здоров'я. 12 січня 2016 року узбецька служба радіо «Свобода», посилаючись на неназваного узбецького чиновника і джерело в правоохоронних органах Узбекистану, повідомила про те, що Акрам Юлдашев помер у в'язниці за п'ять років до цього у віці 47 років від туберкульозу.